# Fabrizio Cassol
 (août 2024).
Si vous disposez d'ouvrages ou d'articles de référence ou si vous connaissez des sites web de qualité traitant du thème abordé ici, merci de compléter l'article en donnant les références utiles à sa vérifiabilité et en les liant à la section « Notes et références ».
Fabrizio Cassol est un saxophoniste belge de jazz, né le 8 juin 1964 à Ougrée (Belgique).

## Biographie
De 1982 à 1985, Fabrizio Cassol étudie au conservatoire de Liège la composition, la musique de chambre et l'improvisation, et obtient un premier prix de saxophone et un diplôme supérieur de musique de chambre. Il commence aussi des tournées avec le groupe Trio Bravo, avec Michel Massot et Michel Debrulle). En 1991, il voyage dans la forêt d'Afrique centrale avec Stéphane Galland et Michel Hatzigeorgiou pour rencontrer la tribu des pygmées Aka. À leur retour, tous trois forment le trio Aka Moon, qui est le groupe principal de Fabrizio Cassol. Il a collaboré avec des musiciens comme Frederic Rzewski, Garrett List, William Sheller, Jacques Pelzer, Toots Thielemans, David Linx, Henri Pousseur, Magic Malik, Kris Defoort and DJ Grazzhoppa), Oumou Sangare, Doudou N'ndiaye Rose, Ictus...
Il compose également pour la danse et le théâtre avec la compagnie Rosas et Anne Teresa De Keersmaeker (I Said I, In Real Time), avec Alain Platel (VSPRS, Pitié!, Coup de Chœurs), la Comédie Française à Paris, Tj Stan, Luc Bondy et Philippe Boesmans... Depuis septembre 2001, il utilise l'aulochrome, un double saxophone soprano, un instrument créé par François Louis. Il a présenté l'instrument au public à Paris en octobre 2002. Il a enseigné à l'académie de musique d'Etterbeek pendant une dizaine d'années. Il vit à Bruxelles.
En juillet 2014, au Festival d'Avignon, est présenté Coup Fatal,, un spectacle du chorégraphe belge Alain Platel avec qui Fabrizio Cassol a déjà travaillé, et pour lequel il a composé la musique en tandem avec Rodriguez Vangama, célèbre guitariste congolais. Quatre années de travail pour aboutir à « un spectacle lumineux qui glisse du répertoire baroque aux sons africains » (Libération), applaudi par la presse,, comme par le public, qui lui offre une ovation debout,.
Fabrizio Cassol est directeur artistique du programme MEDiterranean INcubator of Emerging Artists MEditeranean depuis 2015 au festival d'Aix-en-Provence d'art Lyrique. Artiste en résidence à la Camargo Fondation (Cassis-France) depuis 2015 après une période de résidence à la Fondation Royaumont (France).
Fabrizio Cassol est membre du Rivers of Sounds du compositeur américain Amir Elsaffar. Il participe à l'opéra Pinocchio de Philippe Boesmans et Joël Pommerat sous la direction d'Emilio Pomarico (création au festival d'Aix en Provence 2017).

## Collaborations diverses
- Requiem Pour L.: Alain Platel/ Fabrizio Cassol World Première: Berlin- Haus Der Berliner Fest 18 Janvier 2018
- I Silenti (2021): Tcha Limberger/ Lisaboa Houbrechts/ Fabrizio Cassol / Shantala Shivalingappa[12]
- Macbeth (2014): Brett Bailey/ Fabrizio Cassol (de la Compagnie Third World Bunfight)

## Aka Moon
- Quality Of Joy/ OUT 666 Instinct Collection (2023)
- Opus 111/ OUT 664 Instinct Collection (2020)
- Now/ OUT 662 Instinct Collection (2018)
- Constellations Box (1992-2015) OUT 661 Instinct Collection (2018) // Ce coffret reprend l'ensemble de la discographie du trio, jusqu'à l'album NOW (non compris).
- The Aka Moon Volume I / 48 scores by Fabrizio Cassol (2023) In'n Out Publisher (Paris) innout-culture.com

## Compositions
- Concerto for Violin: Nostalgia of Future Etienne Abelin (Violin) Création: St Polten Orchestra (Vienna)
- Concerto Grosso for Cello and Turntable.
- Motion In Emotion for Orchestra / Ono Kazushi-DeMunt Orchestra (Bozar Brussels)
- Strings Quartet N°1 for Quatuor Dannel (Ars Musica)
- Strings Quatuor N°2 for Blindman Quartet
- Strings Sextuor For Ictus
- Anima Libera for piano and viola (Ars Musica)